# Liste der Monuments historiques in Chappes (Allier)
Die Liste der Monuments historiques in Chappes (Allier) führt die Monuments historiques in der französischen Gemeinde Chappes auf.

## Liste der Bauwerke
| Bezeichnung                                          | Beschreibung                       | Standort | Kennzeichnung | Schutzstatus | Datum | Bild           |
| ---------------------------------------------------- | ---------------------------------- | -------- | ------------- | ------------ | ----- | -------------- |
| Château du Grand Coudray (Fotos in der Base Mérimée) | Schloss, erbaut im 15. Jahrhundert | (Lage)   | PA00093039    | Inscrit      | 2010  |                |
| Château de la Roche (Fotos in der Base Mérimée)      | Schloss, erbaut im 15. Jahrhundert | (Lage)   | PA03000019    | Inscrit      | 2003  |                |
| Wegekreuz                                            | 16. Jahrhundert                    | (Lage)   | PA00093040    | Classé       | 1902  |                |
| Kirche Ste-Anne                                      | Erbaut ab dem 11. Jahrhundert      | (Lage)   | PA00093041    | Classé       | 1979  | weitere Bilder |

## Liste der Objekte
Zum Verständnis siehe: Kirchenausstattung
- Monuments historiques (Objekte) in Chappes in der Base Palissy des französischen Kultusministeriums